# サンデーコミックス
サンデーコミックス（Sunday Comics）は、秋田書店で刊行されている漫画の単行本（新書）。1966年7月から刊行開始。

## 概要
日本でのB6判あるいはB6変形判寸法による新書単行本レーベルの先駆的存在である。レーベル名は秋田書店が出していた新書「サンデー新書」を継いだもの。小学館の少年サンデーコミックスとの区別の為「秋田サンデーコミックス」（あきたサンデーコミックス）という通称が使用される場合がある（外部リンクを参照）。
同年にはコダマプレスのダイヤモンドコミックスと小学館からゴールデンコミックスの新書判漫画単行本が既に出ていて失敗していたが、秋田書店のサンデーコミックスが初の成功例となって、新書判の漫画単行本の時代を切り開いた。当社の秋田貞夫社長は先行した他社の失敗を理由に反対したが、創刊を企画した社員かつ貞夫の親族の君夫がコダマと小学館の作品はインパクトが無かったからと石ノ森章太郎の『サイボーグ009』を出したいとして説得した。装丁を行ったのもプロの装丁家ではなく君夫だった。
創刊当時は新書判漫画単行本の市場が確立しておらず、小学館や講談社などの大手出版社が本格的に参入する前ということもあり、『冒険王』や『週刊少年チャンピオン』、『プレイコミック』などといった当社の雑誌のみならず、講談社『週刊少年マガジン』や小学館『週刊少年サンデー』に連載された人気作品を収録。出版社の枠を越えて過去の名作や傑作、人気作品を集まったことで子供達の一番人気だった。
サンデーコミックスはブランドとなり、当社も莫大な利益を得た。この利益が1968年創刊の『プレイコミック』、1969年創刊の『週刊少年チャンピオン』の原資となったとも言われる。
この他、連載時の掲載誌は『少年キング』・『ぼくら』・『少年』・『少年ブック』・『まんが王』・『少女フレンド』・『高一コース』等、多彩だった。
しかしその後、各出版社が自社でコミックスのレーベルを創設し（漫画レーベル一覧を参照の事）、また当社自体も『少年チャンピオン・コミックス』や『プレイコミック・シリーズ』を新たに創設したためにそれらの出版を行わなくなり、その後は上記に含まれない自社雑誌の『冒険王』掲載作品を中心としていたが、同誌の『TVアニメマガジン』への誌名・形態変更を経ての休刊もあり、結果として出版数は減少。その後は『週刊少年チャンピオン』『プレイコミック』など秋田書店を中心に活動していた作家が他社（主に漫画コミックスを自前で刊行していない出版社や漫画雑誌以外に連載された為に自社のコミックスレーベルが対応していない作品が殆どだった。）で発表した作品（少女漫画を含む）などを細々と出版し、1991年に刊行された小山田いく著『ろこモーション』第3巻（版元は家の光協会の『こどもの光』）を最後に新刊作品の刊行は停止した。なお、2007年に手塚治虫の『どろろ』が実写映画化された際に再版する等、旧作の復刻は行われる場合がある。
初版から装丁等を変えずに非常に長い間再刷が行われることでも知られる。その代表的な例として、1966年7月に刊行第一弾として出版された『サイボーグ009』第一巻（ISBN 978-4253060011）は今でも現役商品である。